# Case-Pilote
Case-Pilote là một xã thuộc tỉnh Martinique nước Pháp. Xã này nằm ở khu vực có độ cao từ 0-915 mét trên mực nước biển. Dân số theo điều tra năm 1999 của INSEE là 4567 người.